# Nesonycteris
Nesonycteris är ett släkte av flyghundar som enligt databasen Bat Species of the World har fyra arter. De förekommer på Salomonöarna och på ön Bougainville som tillhör Papua Nya Guinea. Taxonet infördes 1887 av Oldfield Thomas som undersläkte till släktet Melonycteris. Det godkändes senare som släkte och Melonycteris melanops blev kvar som ensam art i släktet Melonycteris.

## Taxonomi
Databasen som nämns ovan listar följande arter:
- Nesonycteris fardoulisi (Flannery, 1993), lever på Guadalcanal och Makira.
- Nesonycteris maccoyi (Flannery, 1993), förekommer på Malaita.
- Nesonycteris mengermani (Flannery, 1993), har sin utbredning på New Georgia och andra öar i samma arkipelag.
- Nesonycteris woodfordi (Thomas, 1887), bor på Bougainville, Choiseul, Santa Isabel och på Floridaöarna (Nggela).

En studie från 2023 och IUCN godkänner endast Nesonycteris fardoulisi och Nesonycteris woodfordi som arter med 4 respektive 2 underarter. Enligt avhandlingen skilde sig Nesonycteris på Makira från Melonycteris.

## Utseende
Dessa flyghundar blir 78 till 84 mm långa, en svans saknas, underarmarnas längd är 54 till 57 mm och vikten varierar mellan 38 och 42 g. Arterna har i genomsnitt 18 mm långa bakfötter och 11 till 14 mm långa öron. Beroende på art är pälsen orangebrun eller smutsig gråbrun (liksom aska). Svansflyghuden saknas och några släktmedlemmar har rosa punkter på vingar och öron. Ibland har hannar och honor från varandra avvikande tandformer. Antagligen är de specialiserade på olika födokällor.

## Ekologi
Arterna letar på natten efter föda som utgörs av nektar från olika fruktträd. Släktmedlemmarna delar reviret med olika andra flyghundar. Honan föder mellan februari och april en unge. Ungen stannar kvar i gömstället när honan söker föda.